# Kiia
Kiia är en by i Estland. Den ligger i Saue kommun och i landskapet Harjumaa. Antalet invånare var 234 år 2011.
Kiia ligger 28 meter över havet och terrängen runt byn är mycket platt. Runt Kiia är det ganska glesbefolkat, med 36 invånare per kvadratkilometer. Närmaste större samhälle är Tallinn, 17 km nordost om Kiia. Omgivningarna runt Kiia är en mosaik av jordbruksmark och naturlig växtlighet.
Inlandsklimat råder i trakten. Årsmedeltemperaturen i trakten är 2 °C. Den varmaste månaden är juli, då medeltemperaturen är 17 °C, och den kallaste är januari, med −11 °C.